# Musée d'Art du Parlement de Itapevi
Le Musée d'Art du Parlement de Itapevi 'Emanuel von Lauenstein Massarani' (Museu de Arte do Parlamento de Itapevi 'Emanuel von Lauenstein Massarani') est un musée d’art contemporain brésilien installé dans le Parlement de Itapevi. 
Le Palais est situé dans le nord est de la ville.

## Histoire
Fondé en 2019, le musée a été nommé d'après Emanuel von Lauenstein Massarani, journaliste, critique d'art, diplomatique, écrivain, historien, muséologue brésilien,. Le musée a été créé pour diffuser le patrimoine culturel de la municipalité d'Itapevi. Il est géré par la Escola do Parlamento de Itapevi, Doutor Osmar de Souza.

## Organisation
Le musée collectionne peintures, sculptures, photographies et estampes. La collection comprend une importante collection d'art contemporain et une collection de sculptures en plein air (Esculturas ao Ar Livre). Le musée conserve, entre autres, des œuvres de Iwao Nakajima, Joseph Pace, Giuseppe Ranzini.